# Oederemia nigrescens
Oederemia nigrescens är en fjärilsart som beskrevs av W. Warren 1911. Oederemia nigrescens ingår i släktet Oederemia och familjen nattflyn. Inga underarter finns listade i Catalogue of Life.